# Tortula gracilis
Tortula gracilis är en bladmossart som beskrevs av Schleicher, W. J. Hooker och Greville 1824. Tortula gracilis ingår i släktet tussmossor, och familjen Pottiaceae. Inga underarter finns listade i Catalogue of Life.